# Wald-Segge
Die Wald-Segge (Carex sylvatica) ist eine Pflanzenart aus der Gattung der Seggen (Carex) innerhalb der Familie der Sauergrasgewächse (Cyperaceae).

## Beschreibung

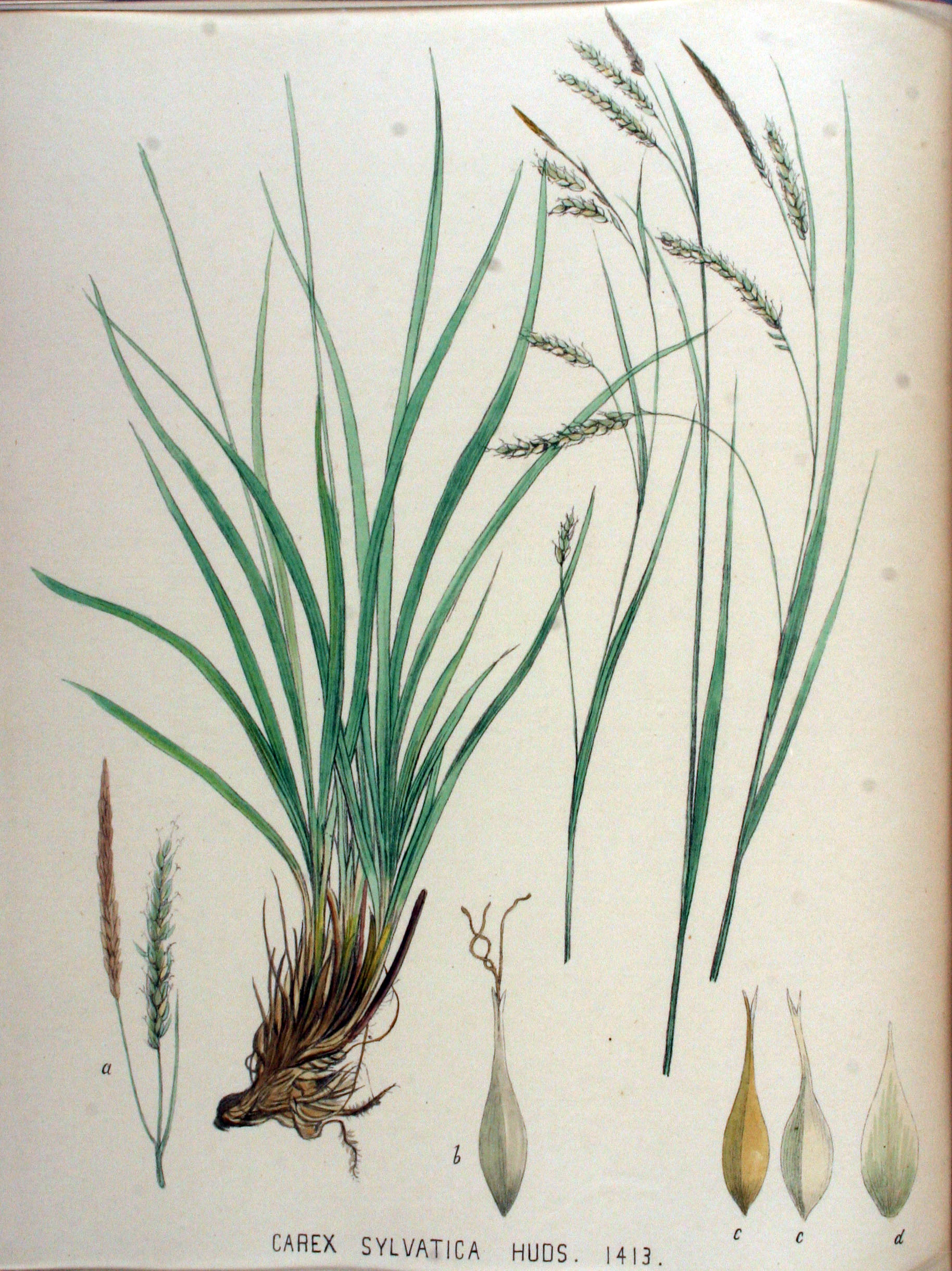
Illustration aus Flora Batava, Volume 18

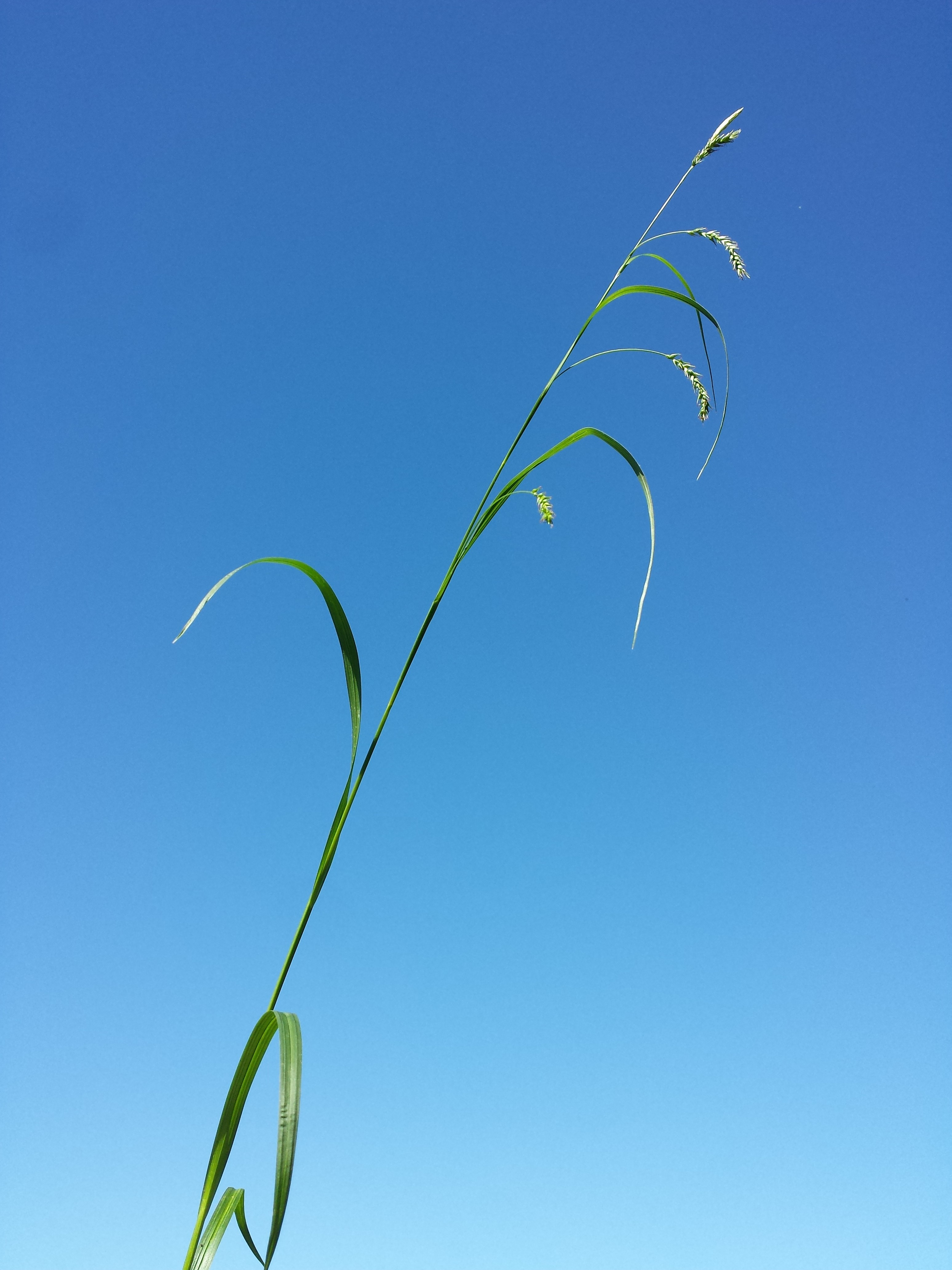
Habitus

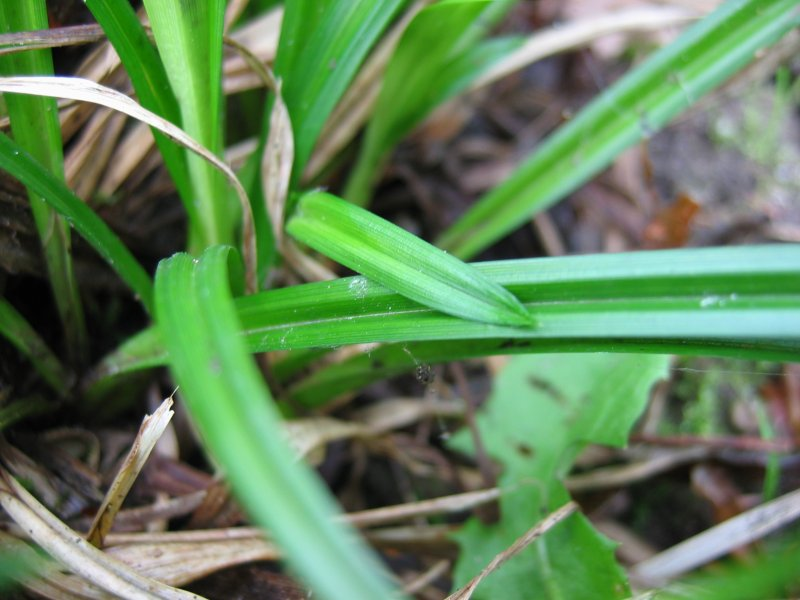
Laubblätter

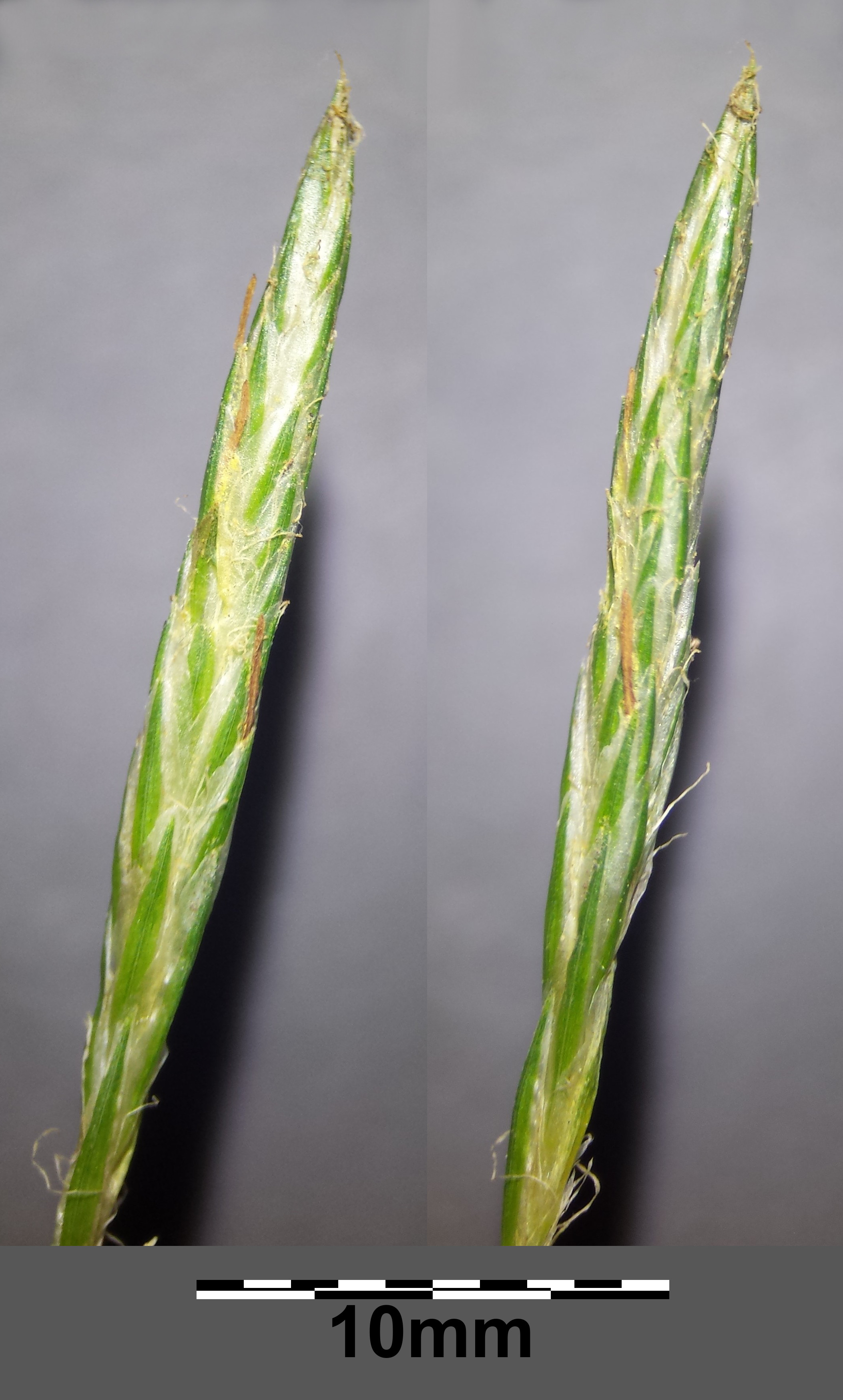
Männliche Ähre

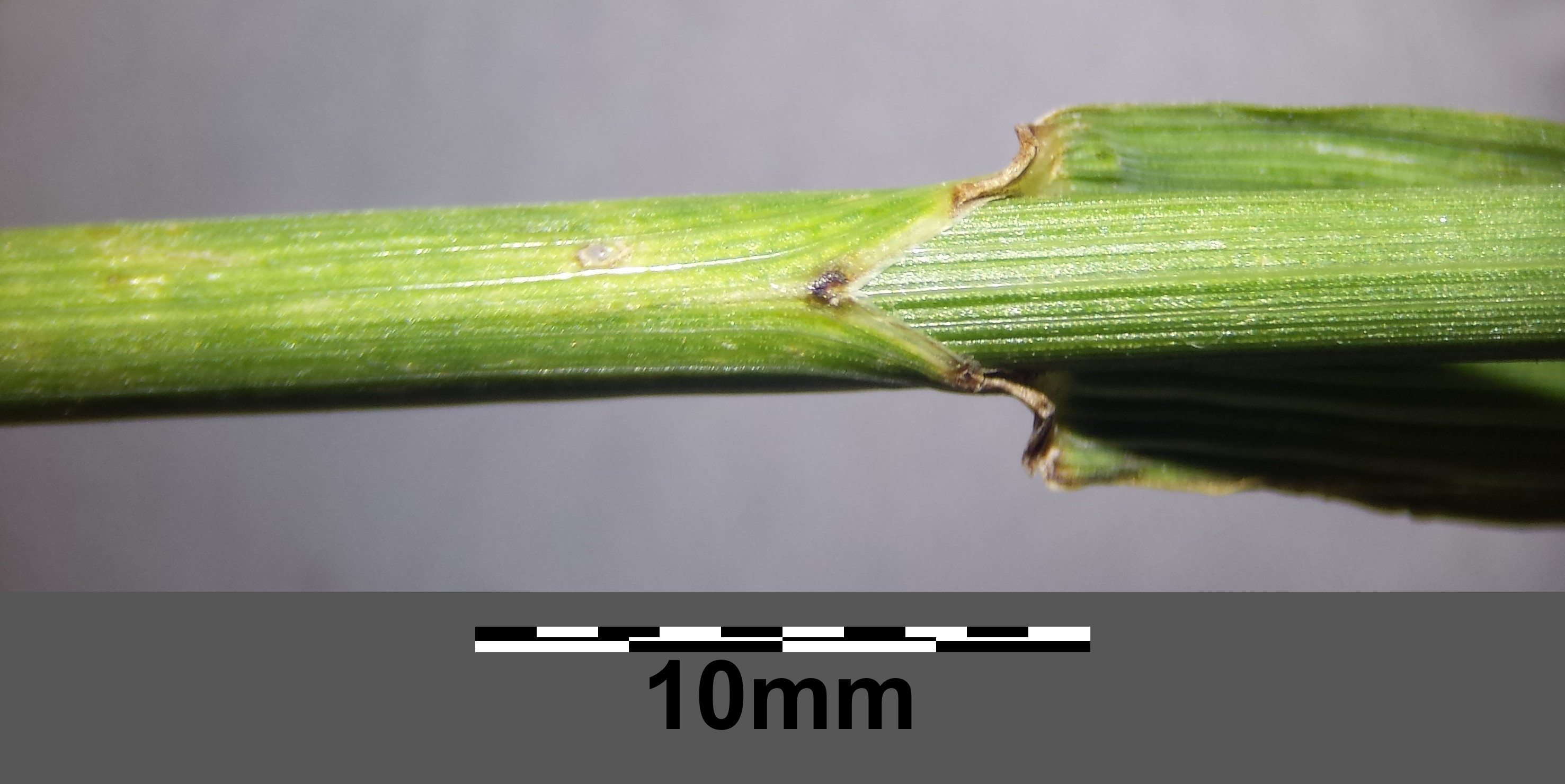
Stängel mit Blattscheide

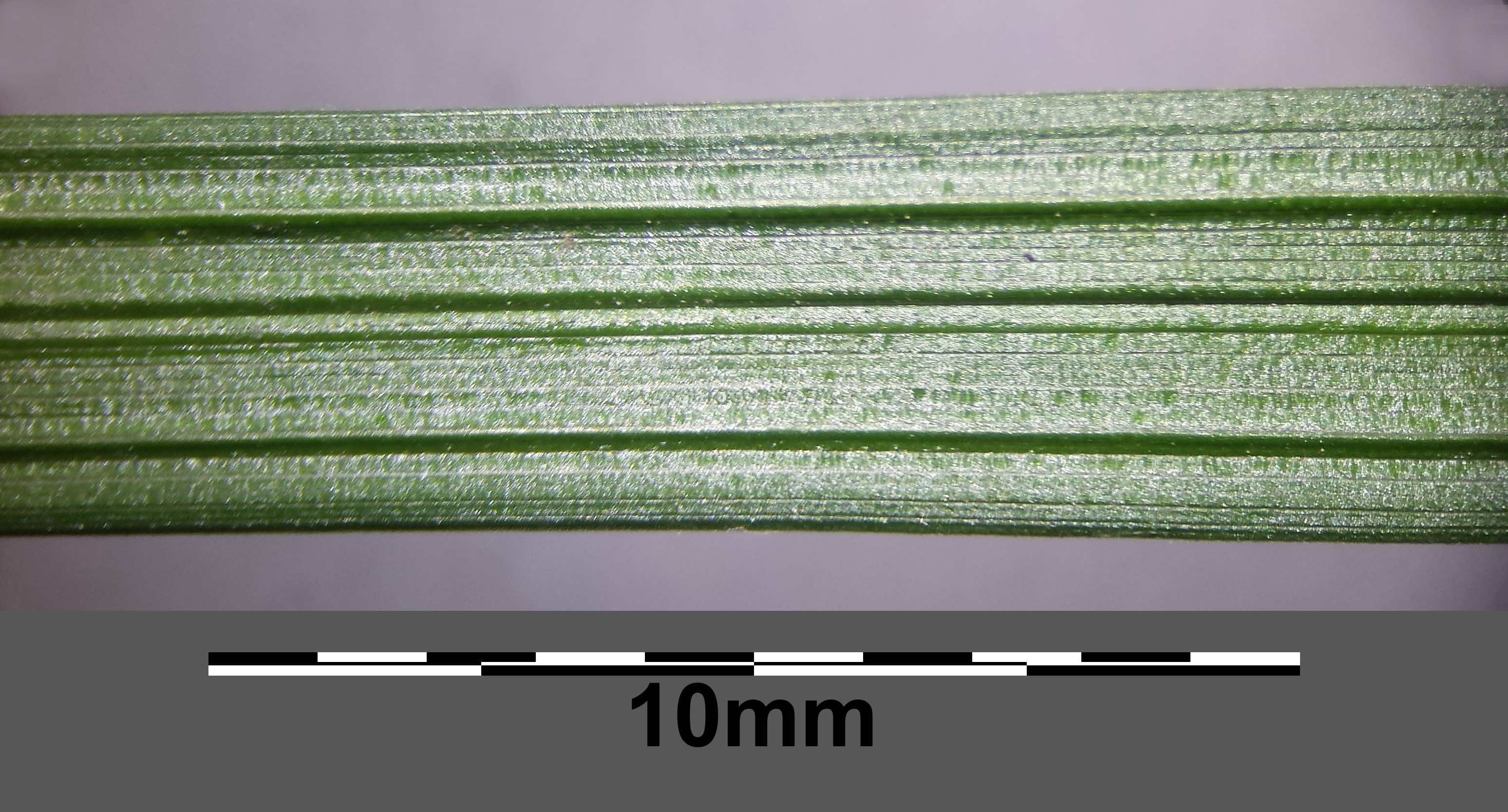
Die Laubblätter sind doppelt gefaltet

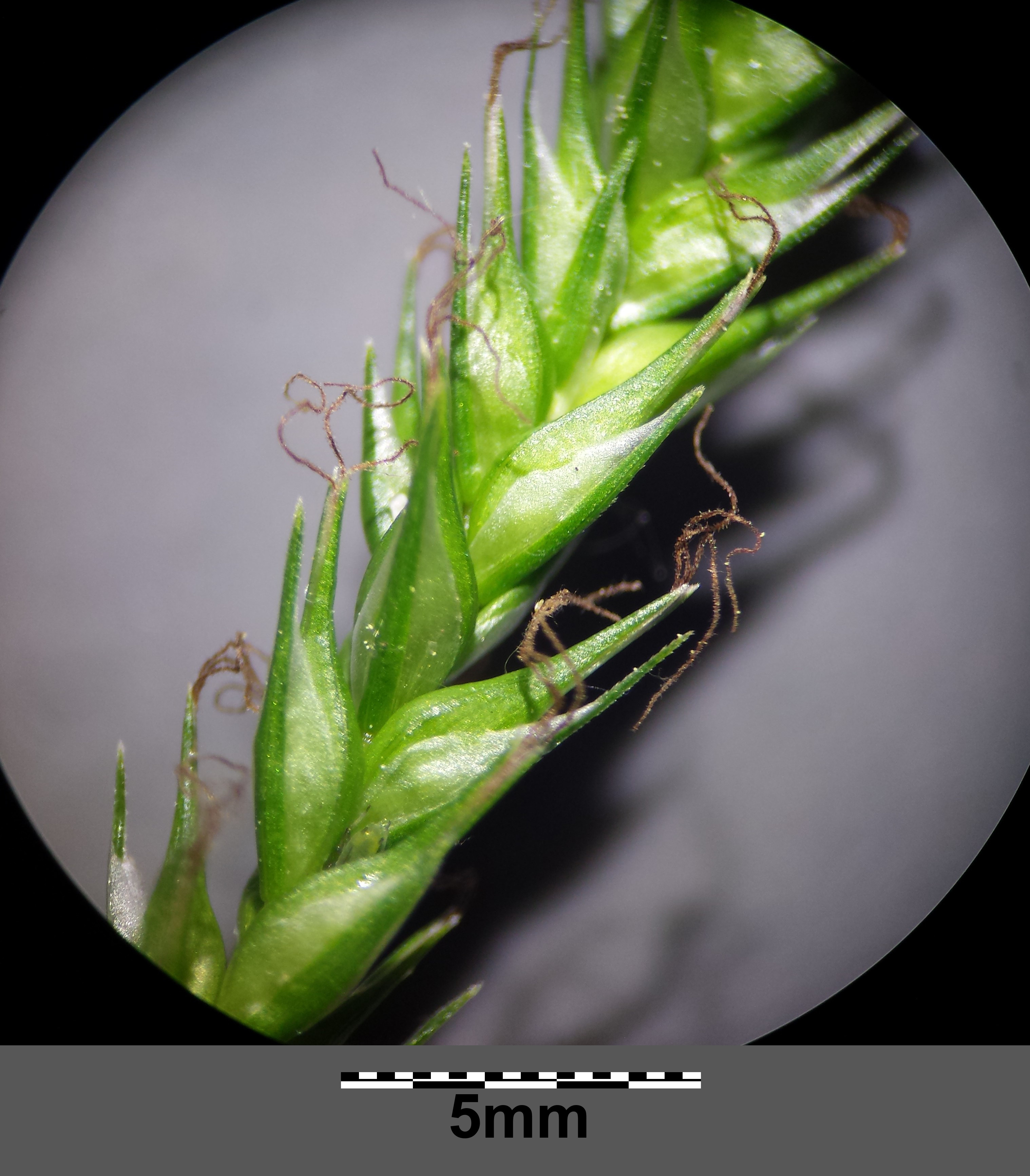
Weibliche Ähre

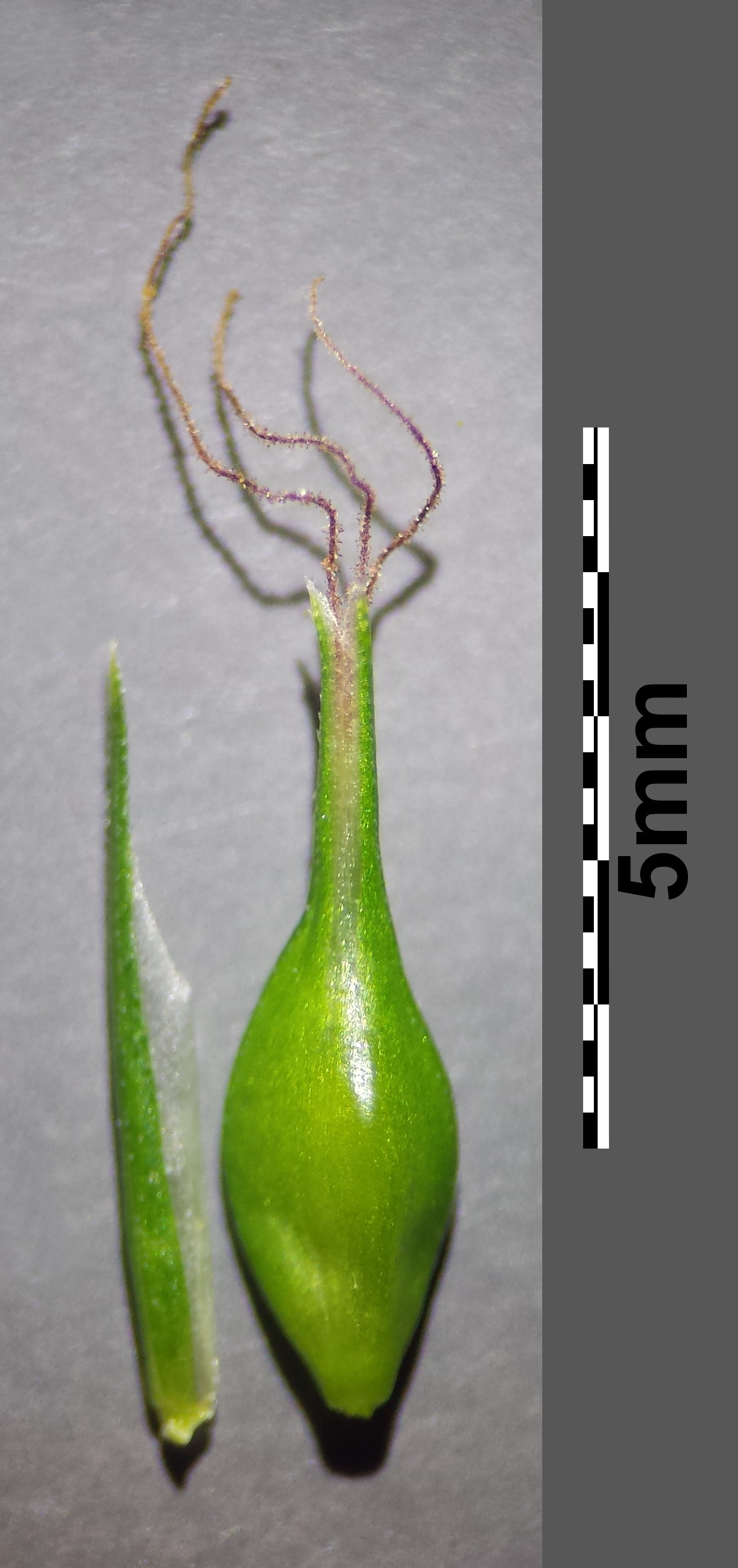
Schlauch mit Deckblatt

### Vegetative Merkmale
Die Wald-Segge ist eine überwinternd grüne, ausdauernde, krautige Pflanze, die Wuchshöhen von 20 und 70, bisweilen bis zu 195 Zentimetern erreicht. Sie bildet keine Ausläufer, aber mittelgroße Horste, die ihrerseits lockere Rasen bilden können. Die aufrechten im oberen Bereich oft überhängend Stängel sind, dreikantig, glatt, etwa 1,5 Millimeter dick und bis zur Hälfte hinauf beblättert. Die Laubblätter sind in Blattscheide und Blattspreite gegliedert. Die untersten Blattscheiden sind weißhäutig bis hellbraun und nicht zerfasernd. Die Blatthäutchen (Ligula) sind etwa 2 Millimeter lang. Die gras-grünen Blattspreiten sind bei einer Breite von 3 bis 6, selten bis zu 8 Millimetern linealisch, gekielt und sind an den Rändern und Nerven rau.

### Generative Merkmale
Die Wald-Segge ist eine Verschiedenährige Segge. Der Blütenstand ist lang und schlank und bis etwa halb so lang wie der Stängel. Die unteren Hüllblätter des Blütenstandes sind laubblattartig und meist kürzer als der Blütenstand. Der lange, schmale Blütenstand enthält drei bis acht lang und dünn gestielte, meist nickende Ähren. Die oberen ein bis zwei Ähren enthalten die männlichen Blüten, die unteren die weiblichen Blüten. Das männliche Ährchen ist endständig, gestielt, bei einer Länge von 2 bis 4 Zentimetern sowie bei einem Durchmesser von etwa 2 Millimetern schlank-zylindrisch. Die weiblichen Ährchen sind lang und fein bis 10 Zentimeter lang gestielt; sie sind anfangs aufrecht, später nickend bis bogenförmig überhängend, sie sind lockerblütig, 2 bis 6 Zentimeter lang und 3 bis 4 Millimeter breit zylindrisch bis etwas keulenförmig,. Die Spelzen der weiblichen Blüten sind bei einer Länge von 3 bis 5 Millimetern sowie bei einer Breite von 1 bis 1,5 Millimetern eiförmig-lanzettlich, in eine raue Stachelspitze verschmälert, hell-braun bis weißhäutig mit breitem grünem Mittelstreifen. Die Spelzen der männlichen Blüten sind bei einer Länge von 4 bis 6 Millimetern länglich-lanzettlich mit spitzem oberen Ende und meist ganz weißhäutig. Auf dem Fruchtknoten befinden sich drei Narben. Die grünen bis braunen Fruchtschläuche sind etwas länger als die Spelzen, bei einer Länge von 4 bis 5 Millimetern sowie bei einem Durchmesser von etwa 1,5 Millimetern länglich-ellipsoid, kahl und verschmälern sich plötzlich in den zweizähnigen Schnabel. Der Schnabel ist bis zu 2 Millimeter lang.
Die Karyopse (eine Sonderform der Nussfrucht) ist dreikantig, braun und etwa 2,5 Millimeter lang.
Die Chromosomenzahl beträgt 2n = 58.

## Verwechslungsmöglichkeiten
Die Wald-Segge kann mit der in der äußeren Gestalt ähnlichen Dünnährigen Segge (Carex strigosa) verwechselt werden, die 4 bis 8 Millimeter breite, stets kahle Laubblätter hat. Ihre unteren Tragblätter sind laubblattartig und die Schläuche haben fast keinen Schnabel.

## Ökologie
Die Wald-Segge ist ein wintergrüner, dichtrasiger, mittelgroße Horste bildender Hemikryptophyt mit Rhizom, aber ohne Ausläufer. Die vegetative Vermehrung findet mit Hilfe des Rhizoms statt.
Die Blütezeit reicht in Mitteleuropa je nach Standort von April oder Mai bis Juni oder Juli. Fruchtreife ist von Juli bis September.
Die Bestäubung erfolgt durch den Wind (Anemophilie). Die Utriculi können entweder durch den Wind (Anemochorie) ausgebreitet werden oder wegen ihrer Schnabelzähne einer Klettausbreitung unterliegen und an Tieren haften bleiben. Auch eine Ausbreitung als Regenschwemmlinge ist möglich.

## Vorkommen
Die Wald-Segge kommt von Europa bis zum Iran und zur Republik Altai und in Algerien und Tunesien vor.  Im östlichen Nordamerika gilt sie als Neophyt. In Europa kommt sie in fast allen Ländern vor und fehlt nur in Portugal, Island, Finnland, im europäischen Russland, in Belarus und Nordmazedonien.
Im südlichen Deutschland kommt sie deutlich häufiger vor als im nördlichen Teil. In den Allgäuer Alpen steigt sie auf dem Heidenkopf bei Balderschwang in Bayern bis zu 1680 m Meereshöhe auf. Sie steigt in Graubünden bei Langwies bis 1530 Meter, im Kanton Wallis im Val de Bagnes bis 1750 Meter und am Gardasee am Monte Baldo bis 1700 Meter auf.
Die Wald-Segge ist eine Schattenpflanze. Sie wächst in tiefem Schatten, aber gelegentlich auch an helleren Standorten. Sie gedeiht meist auf mittelfeuchten, mäßig sauren und mäßig stickstoffreichen Böden. Sie ist nicht salzertragend. Sie ist eine Mullbodenpflanze und oft ein Anzeiger für Wasserzug oder Bodenverdichtung.
Die ökologischen Zeigerwerte nach Landolt et al. 2010 sind in der Schweiz: Feuchtezahl F = 3+w (feucht aber mäßig wechselnd), Lichtzahl L = 2 (schattig), Reaktionszahl R = 3 (schwach sauer bis neutral), Temperaturzahl T = 3+ (unter-montan und ober-kollin), Nährstoffzahl N = 3 (mäßig nährstoffarm bis mäßig nährstoffreich), Kontinentalitätszahl K = 3 (subozeanisch bis subkontinental).
Die Wald-Segge wächst, wie der Trivialname und der botanische Name Carex sylvatica bereits vermuten lassen, in feuchten, schattigen Edel-Laubwäldern (Querco-Fagetea) und weiteren feuchten Laub- und Mischwäldern, an Waldwegen und Gebüschen. Sie ist eine Charakterart der Ordnung Fagetalia und kommt vor allem in den feuchteren Ausbildungsformen der Pflanzengesellschaften vor.

## Systematik
Die Erstveröffentlichung von Carex sylvatica erfolgte 1762 durch William Hudson in Flora anglica, Seite 353.
Je nach Autor gibt es bis zu drei Unterarten:
- Carex sylvatica subsp. latifrons (V.I.Krecz.) Ö.Nilsson (Syn.: Carex latifrons V.I.Krecz., Carex latifolia Boiss. & Balansa nom. illeg.): Sie kommt von der Türkei bis zum westlichen Kaukasusraum vor.[7][6]
- Carex sylvatica Huds. subsp. sylvatica: Sie ist von Europa bis zum Iran und in Nordafrika verbreitet.[7][6]

Je nach Autor als Art oder Unterarten gewertet:
- Carex sylvatica subsp. paui (Sennen) A.Bolòs & O.Bolòs[7] oder eigenständige Art Carex paui Sennen[6]: Sie kommt im nordöstlichen Spanien, in Algerien und Tunesien vor.[7]